# فلفل ۱۸۰۲۲
سیارک ۱۸۰۲۲ (به انگلیسی: 18022 Pepper، نامگذاری:1999JN127) هجده هزار و بیست و دومین سیارک کشف شده‌است که در ۱۳ مه ۱۹۹۹ کشف شد.
قدر مطلق سیارک برابر ۱۷.۰ است.